# Phil the Alien
Pour plus de détails, voir Fiche technique et Distribution.
Phil the Alien est un film canadien réalisé par Mark Schiff et sorti en 2004.

## Synopsis
Un extraterrestre s'écrase dans le nord de l'Ontario, où il se lie d'amitié avec un castor doté de la parole,.

## Fiche technique
- Réalisation : Mark Schiff
- Scénario : Mark Schiff
- Photographie : D. Gregor Hagey
- Musique : John Kastner
- Montage : Warren P. Sonoda, Mark Schiff
- Durée : 82 minutes
- Dates de sortie: 
  - 11 septembre 2004 (Festival international du film de Toronto,  Canada)[3]

## Distribution
- Mark Schiff : Phil the Alien
- Nicole de Boer : Madame Madame
- Robin Williams : Joey
- Bruce Hunter : Jones
- Brad Garrett : Sammy the Alien
- John Kapelos : le géneral
- Boyd Banks : Slim
- Jerry Seinfeld : Agent Orange
- Graham Greene : Wolf
- Joe Flaherty : Beaver
- Christopher Barry : Thomas
- Jason Alexander : le trappeur
- Jonathan Winters : Jimmy
- Claire Brosseau : Michelle
- Robert De Niro : Gabriel